# Equivalent (taalkunde)
In de semantiek wordt met een equivalent een woord of woordgroep bedoeld, verwijzend naar hetzelfde concept als een ander woord of een andere woordgroep. Dit wil zeggen dat er bij echte equivalentie niet alleen sprake is van een volledig overeenkomende denotatie, maar dat de verschillende woorden of woordgroepen ook tot hetzelfde register behoren en exact dezelfde connotatie hebben. In een enkel geval kan het zelfs om hele zinnen gaan; men spreekt dan ook wel van proposities die logisch equivalent zijn.
Een echte, volledige een-op-een-relatie, ofwel volledige equivalentie binnen dezelfde taal, is zeldzaam, en bestaat volgens sommige taalkundigen zelfs helemaal niet. Vaak is er bij twee of meer synoniemen toch sprake van een subtiel verschil in register en/of schrijfstijl, zoals bij nagenoeg en het minder formele vrijwel, bij exact en het minder formele precies, of bij rijwiel en het minder formele fiets. Wel is het zo dat bij één bepaalde betekenis van een polysemantisch woord zowel de denotatie als de connotatie volledig kan overeenstemmen met die van een ander woord, zoals het geval is met de woorden theater en schouwburg. 
De term "taalkundig equivalent" wordt het meest gebruikt bij het vertalen, dus voor equivalente woorden, woordgroepen en zinnen in verschillende talen,